# جام خیریه انگلستان
جام خیریه انگلستان یا سوپر جام انگلستان (به انگلیسی: FA Community Shield) مسابقه‌ای است که بین قهرمان لیگ برتر انگلستان و جام حذفی فوتبال انگلستان در ورزشگاه ومبلی صورت می‌گیرد. اگر قهرمان لیگ برتر جام حذفی را نیز به‌دست‌آورد، نائب قهرمان لیگ در فینال حاضر خواهد شد. این مسابقات توسط اتحادیه فوتبال انگلستان و یوفا برگزار می‌شود.
اولین دوره این جام در سال ۱۹۰۸ برگزار شد. باشگاه منچستر یونایتد با ۲۱ قهرمانی (۱۷ قهرمانی و ۴ قهرمانی مشترک) پر افتخارترین تیم در این مسابقات است.

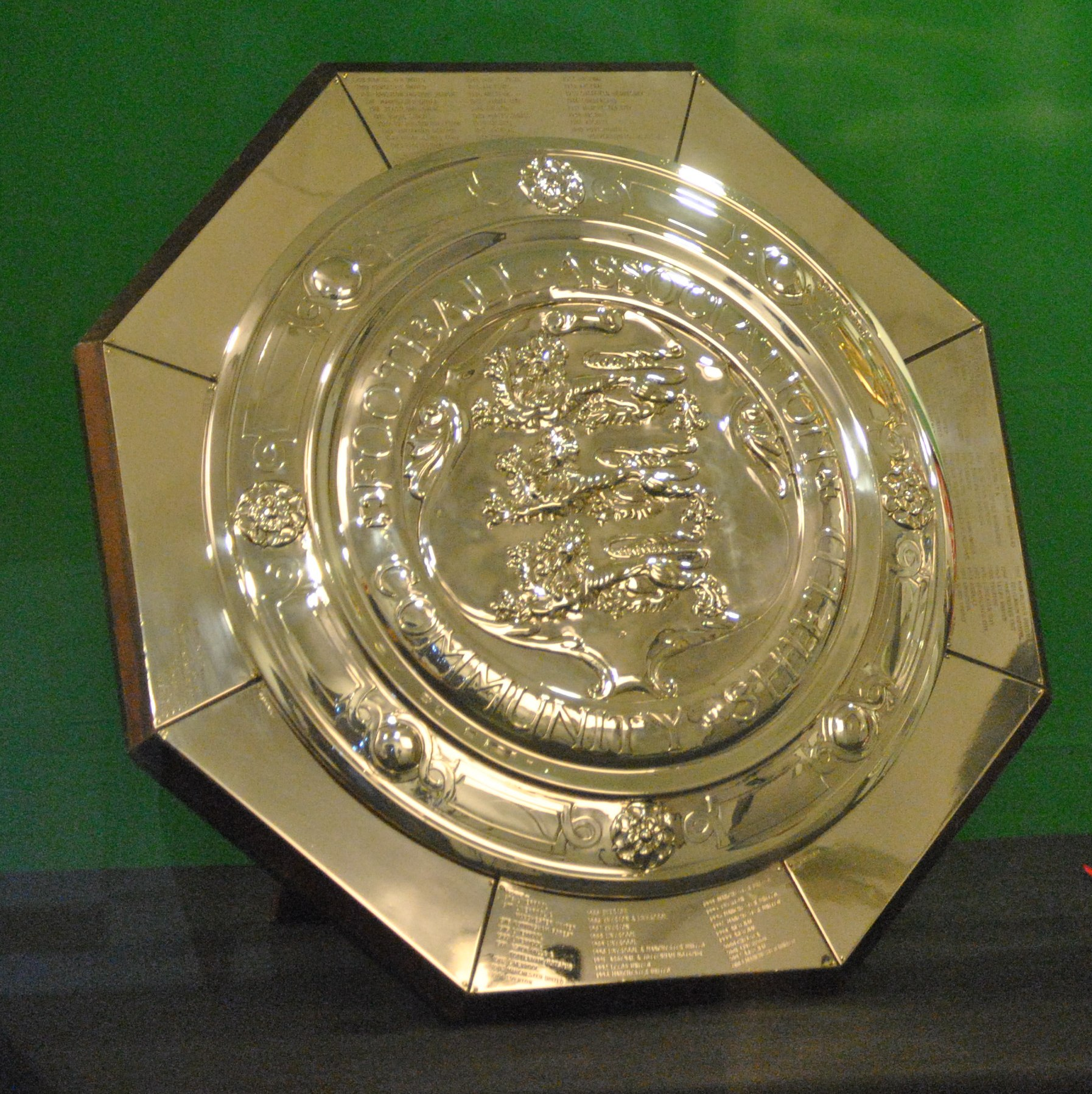
سوپر جام خیریه انگلستان

## روش برگزاری
این دیدار به صورت تک بازی می‌باشد و چند روز پیش از آغاز فصل جدید مسابقات لیگ برتر انگلستان برگزار می‌شود.
تیم‌های حاضر:
1. قهرمان لیگ برتر انگلستان
2. قهرمان جام حذفی انگلستان

در صورتی که قهرمان لیگ برتر و جام حذفی یک تیم باشد، نایب‌قهرمان لیگ برتر به عنوان تیم دوم انتخاب می‌شود.

## قوانین
قوانین این جام، به‌طور کلی مانند قوانین لیگ برتر است، با یک تیم ۱۱ بازیکن اصلی و ۷ تعویض. با این حال، برخلاف بسیاری از مسابقات دیگر که در آن تنها پنج تعویض مجاز است، تیم‌های موجود در این جام تا شش تعویض مجاز هستند. در صورت مساوی شدن امتیازات پس از ۹۰ دقیقه، تیم‌ها در ضربات پنالتی بازی می‌کنند. اگر تیمی هم لیگ برتر و هم جام حذفی را برد، نایب قهرمان لیگ برتر بازی خواهد کرد.

## رکورد داران
| تیم                  | قهرمان (مستقل/مشترک) | سال |
| -------------------- | -------------------- | --- |
| منچستر یونایتد       | ۲۱ (۱۷/۴)            | ۱۹۰۸، ۱۹۱۱، ۱۹۵۲، ۱۹۵۶، ۱۹۵۷، ۱۹۶۵*, ۱۹۶۷*, ۱۹۷۷*, ۱۹۸۳، ۱۹۹۰*, ۱۹۹۳، ۱۹۹۴، ۱۹۹۶، ۱۹۹۷، ۲۰۰۳، ۲۰۰۷، ۲۰۰۸، ۲۰۱۰، ۲۰۱۱، ۲۰۱۳، ۲۰۱۶ |
| آرسنال               | ۱۷(۱۵/۱)             | ۱۹۳۰، ۱۹۳۱، ۱۹۳۳، ۱۹۳۴، ۱۹۳۸، ۱۹۴۸، ۱۹۵۳، ۱۹۹۱*, ۱۹۹۸، ۱۹۹۹، ۲۰۰۲، ۲۰۰۴، ۲۰۱۴، ۲۰۱۵، ۲۰۱۷، ۲۰۲۰، ۲۰۲۳                            |
| لیورپول              | ۱۶ (۱۱/۵)            | ۱۹۶۴*, ۱۹۶۵*, ۱۹۶۶، ۱۹۷۴، ۱۹۷۶، ۱۹۷۷*, ۱۹۷۹، ۱۹۸۰، ۱۹۸۲، ۱۹۸۶*, ۱۹۸۸، ۱۹۸۹، ۱۹۹۰*, ۲۰۰۱، ۲۰۰۶ ،۲۰۲۲                              |
| اورتون               | ۹ (۸/۱)              | ۱۹۲۸، ۱۹۳۲، ۱۹۶۳، ۱۹۷۰، ۱۹۸۴، ۱۹۸۵، ۱۹۸۶*, ۱۹۸۷، ۱۹۹۵                                                                            |
| تاتنهام              | ۷ (۴/۳)              | ۱۹۲۱، ۱۹۵۱، ۱۹۶۱، ۱۹۶۲، ۱۹۶۷*, ۱۹۸۱*, ۱۹۹۱*                                                                                      |
| منچستر سیتی          | ۷                    | ۱۹۳۷، ۱۹۶۸، ۱۹۷۲، ۲۰۱۲، ۲۰۱۸، ۲۰۱۹، ۲۰۲۱                                                                                         |
| چلسی                 | ۴                    | ۱۹۵۵، ۲۰۰۰، ۲۰۰۵، ۲۰۰۹ |
| ولورهمپتون           | ۴ (۱/۳)              | ۱۹۴۹*, ۱۹۵۴*, ۱۹۵۹، ۱۹۶۰* |
| لیدز یونایتد         | ۲                    | ۱۹۶۹، ۱۹۹۲ |
| بارنلی               | ۲ (۱/۱)              | ۱۹۶۰*, ۱۹۷۳ |
| وست برومویچ          | ۲ (۱/۱)              | ۱۹۲۰، ۱۹۵۴* |
| لستر سیتی            | ۲                    | ۱۹۷۱، ۲۰۲۱ |
| بلکبرن               | ۱                    | ۱۹۱۲ |
| بولتون               | ۱                    | ۱۹۵۸ |
| برایتون و هاو آلبیون | ۱                    | ۱۹۱۰ |
| کاردیف سیتی          | ۱                    | ۱۹۲۷ |
| دربی کانتی           | ۱                    | ۱۹۷۵ |
| هادرسفیلد تاون       | ۱                    | ۱۹۲۲ |
| نیوکاسل              | ۱                    | ۱۹۰۹ |
| ناتینگهام فارست      | ۱                    | ۱۹۷۸ |
| شفیلد ونزدی          | ۱                    | ۱۹۳۵ |
| ساندرلند             | ۱                    | ۱۹۳۶ |
| آستون ویلا           | ۱ (۰/۱)              | ۱۹۸۱* |
| پورتسموث             | ۱ (۰/۱)              | ۱۹۴۹* |
| وستهام یونایتد       | ۱ (۰/۱)              | ۱۹۶۴* |
| کریستال پالاس        | ۱                    | ۲۰۲۵ |

(* به صورت مشترک)